# Allocnemis eisentrauti
Allocnemis eisentrauti е вид водно конче от семейство Platycnemididae.

## Разпространение
Видът е разпространен в Камерун.